# Palmas de Cocalán
Palmas de Cocalán es una localidad chilena perteneciente a la comuna de Las Cabras, provincia de Cachapoal, en la región de O'Higgins. Esta localidad cuenta con una población de aproximadamente 700 personas que viven en el poblado y en los sectores rurales. Durante el periodo estival, se puede apreciar una importante visita de turistas, ya que en aquella localidad se encuentra el parque nacional Las Palmas de Cocalán.